# جوش كارمايكل
جوش كارمايكل (بالإنجليزية: Josh Carmichael)‏ (27 سبتمبر 1994 في المملكة المتحدة - ) هو لاعب كرة قدم بريطاني في مركز الوسط. شارك مع منتخب اسكتلندا تحت 16 سنة لكرة القدم. أما مع النوادي، فقد لعب مع نادي بورنموث ونادي توركي يونايتد وGosport Borough F.C. ‏.

## وصلات خارجية
- جوش كارمايكل على موقع قاعدة بيانات كرة القدم.إي يو (الإنجليزية)
- جوش كارمايكل على موقع Soccerbase.com (لاعب) (الإنجليزية)
- جوش كارمايكل على موقع AS.com (الإسبانية)